# Embla Coronae
Le Embla Coronae sono una struttura geologica della superficie di Venere.